# Boanergész
A Boanergész magyar ének- és zenekar.

## A név eredete
Márk 3.16: „[Kiválasztotta a Tizenkettőt:] Simont, akinek a Péter nevet adta, Jakabot, Zebedeus fiát és Jánost, Jakab testvérét, akiknek a Boanergesz nevet adta, ami azt jelenti, »mennydörgés fiai«; továbbá, Andrást és Fülöpöt, Bertalant és Mátét, Tamást és Jakabot, Alfeus fiát, Tádét és Simont, a Zelótát, és a Karióti Júdást, aki aztán elárulta.” Ebből a újszövetségi szentírási részből ered az énekkar elnevezése, amelyet a kórus 1994 óta használ.

## A kar története
A Boanergész ének- és zenekar elindulásának gyökerei az 1984-es év őszére nyúlnak vissza. A zenekar alapítója Varga Attila zene- és dalszerző, zenei és közösségi szolgálatvezető.
A Budapest II. kerületi, Mártírok útján (ma Margit körút) található ferences plébánia vasárnap esti fél 8-as, "kirándulós" szentmiséjén lassan igen népes gyülekezet kezdett kialakulni egy ferences szerzetes rövidre szabott (kb. féléves) eucharisztikus szolgálata és igehirdetése kapcsán. A Boanergész ének- és zenekar keletkezése erre az időszakra nyúlik vissza.
Az alapító irányításával a közösség nyolc kazettát, illetve CD-lemezt adott ki olyan neves művészek közre- és együttműködésével, mint Sinkovits Imre, Eperjes Károly, Tolcsvay László, Szikora Róbert.[forrás?]
1998-ban elkészült a magyarországi katolikus ifjúsági zene első videoklipje Az Ország címmel, amely missziós célzatú összeállítás. Ezt a dalt a kezdősora alapján az "Álmodtam én egy szép világról" címmel is ismerik.
1999/2000-ben készült a következő, második, karácsonyi témájú klip: A Gyermek címmel. Mottója Mindszenty József bíborostól származik: „Ne várjunk az égből csodákat. A csoda az emberben történik.” Témája a megtestesülés misztériuma: „A Tenger csónakba szállt.”